# Migueláñez
Migueláñez – gmina w Hiszpanii, w prowincji Segowia, w Kastylii i León, o powierzchni 19,22 km². W 2011 roku gmina liczyła 177 mieszkańców.